# Escudo de Pesaguero
El escudo de Pesaguero es uno de los símbolos del municipio español de Pesaguero en Cantabria, junto a su bandera. Dicho escudo queda organizado de la manera siguiente: escudo partido: 1.º, de plata, un haya de verde; 2.º, de gules, un oso empinado de oro. Va timbrado con la corona real española.
El escudo fue adoptado en sesión plenaria extraordinaria celebrada por el ayuntamiento el día 20 de julio de 1995 siendo autorizado por el Consejo de Gobierno de Cantabria el día 6 de marzo de 1997, previo informe favorable emitido por la Real Academia de la Historia.